# Mimamsa Sutra
Le Mimamsa Sutra (IAST: Mīmāṃsā Sūtra) est l'un des textes importants de l'école de philosophie indienne āstika ou hindoue connue sous le nom de Pūrva Mīmāṃsā. Celui-ci est attribué à Jaimini dans le courant du IIIe siècle avant notre ère. Le texte est composé de douze parties divisées chacune en quatre chapitres.
Le commentaire qu'en a fait Shabara a donné naissance à l'école philosophique de la Mimamsa.